# Интерлеукин 26
Интерлеукин 26 (ИЛ-26) је 171-аминокиселински протеин, који је сличан по аминокиселинској секвенци са интерлеукином 10. Он се оригинално звао AK155. Састоји се од сигналне секвенце, 6 хеликса, и 4 конзервирана цистеинска остатка. ИЛ-26 је изражен код одређених херпес вирус-трансформисаних T ћелија али не код примарно стимулисаних T ћелија. ИЛ-26 сигнализира кроз рецепторски комплекс који се састоји од два различита протеина звана ИЛ-20 рецептор 1 и ИЛ-10 рецептор 2. Путем преношења сигнала кроз овај рецепторски комплекс, ИЛ-26 индукује брзу фосфорилацију транскрипциони фактор СTAT1 и СTAT3, који појачавају ИЛ-10 и ИЛ-8 секрецију и изражавање CD54 молекула на површини епителијалних ћелија.